# Mad Love (serie televisiva)
Mad Love è una sitcom statunitense prodotta nel 2011. Dopo un'unica stagione di 13 episodi, la serie fu cancellata.

## Trama
Quattro newyorkesi – Kate, Connie, Larry e Ben – cercano l'amore in città. Quando Kate e Ben si incontrano e si innamorano, i loro amici affrontano la relazione in modo piuttosto cinico.

## Episodi
La serie è andata in onda negli Stati Uniti dal 14 febbraio al 16 maggio 2011 su CBS, mentre in Italia è andata in onda dal 4 settembre al 27 novembre 2024 su Canale 8.
| Stagione       | Episodi | Prima TV USA | Prima TV Italia |
| -------------- | ------- | ------------ | --------------- |
| Prima stagione | 13      | 2011         | 2024            |

## Personaggi e interpreti
- Ben Parr (stagione 1), interpretato da Jason Biggs.
- Kate Swanson (stagione 1), interpretata da Sarah Chalke.
- Connie Grabowski (stagione 1), interpretata da Judy Greer.
- Larry Munsch (stagione 1), interpretato da Tyler Labine.